# Луис Ваес де Торес
Луис Ваес де Торес (на испански: Louis Váez de Torres) е испански мореплавател и пътешественик-изследовател.

## Експедиционна дейност (1605 – 1607)
През 1605 участва като капитан на „Алмиранта“, един от трите кораба в експедицията на Педро Фернандес де Кирос, отправена от испанския крал за търсене на легендарния Южен континент. След като се разделя с Кирос на 11 юни 1606 при неизяснени обстоятелства, изследва Новохебридските о-ви, открива остров Малекула (16°22′ ю. ш. 167°32′ и. д. / 16.366667° ю. ш. 167.533333° и. д.) и се убеждава, че не са част от Южния континент, а група острови.
С двата отцепили се кораба „Алмиранта“ и „Три влъхви“ Торес се насочва на север и северозапад, пресича Коралово море и на 20 юли 1606 достига до югоизточния край на Нова Гвинея, като открива няколко острова в архипелага Луизиада, в т.ч. островите Росел (11°21′ ю. ш. 154°09′ и. д. / 11.35° ю. ш. 154.15° и. д.), Тагула (11°30′ ю. ш. 153°26′ и. д. / 11.5° ю. ш. 153.433333° и. д.) и Басилаки (Морсби, 10°37′ ю. ш. 151°00′ и. д. / 10.616667° ю. ш. 151° и. д.). Въпреки възприетата по това време традиция да се плава покрай северния бряг на Нова Гвинея, Торес поема курс покрай южния бряг на острова и през септември открива цялото крайбрежие на залива Папуа. Между 9º – 10º ю.ш. и 143º – 144º и.д. открива островите Маланданса, Перос, Вулкан, Мансерате, Кантаридес в рифовете Уориор. На 3 октомври, на 10°41′ ю. ш. 142°11′ и. д. / 10.683333° ю. ш. 142.183333° и. д., открива остров Принц Уелски и преминава през протока Индевър, между острова на северозапад и п-ов Кейп Йорк на югоизток, като по този начин открива протока Торес (шир. 170 км), разделящ Нова Гвинея на север от Австралия на юг. След това се насочва на северозапад, открива част от южното крайбрежие на Нова Гвинея до 141° и.д. на запад и южния бряг на п-ов Бомбарай между 135° и 132° и.д. Преминава през Молукските о-ви и през пролетта на 1607 пристига в Манила.
След пристигането си във Филипините Торес предава всички отчети, карти и дневници, които са дълбоко засекретени от испанците. Едва 150 години по-късно, през 1762, по време на Седемгодишната война, англичаните завземат Манила и откриват отчетите на Торес, от които ставя ясно, че той е първият европеец видял вероятно бреговете на Австралия. Английският хидрограф Александър Далримпъл публикува копия от отчетите му и предлага протокът между Австралия и Нова Гвинея да се нарече на негово име.

## Памет
Неговото име носят:
- острови Торес (13°15′ ю. ш. 166°37′ и. д. / 13.25° ю. ш. 166.616667° и. д.), в северната част на о-вите Вануату (Новохебридски о-ви);
- острови Торес (9°53′ ю. ш. 142°35′ и. д. / 9.883333° ю. ш. 142.583333° и. д.), в Торесовия проток;
- проток Торес (Торесов проток, 9°53′ ю. ш. 142°35′ и. д. / 9.883333° ю. ш. 142.583333° и. д.), между Австралия на юг и Нова Гвинея на север.